# Pedra do Ingá

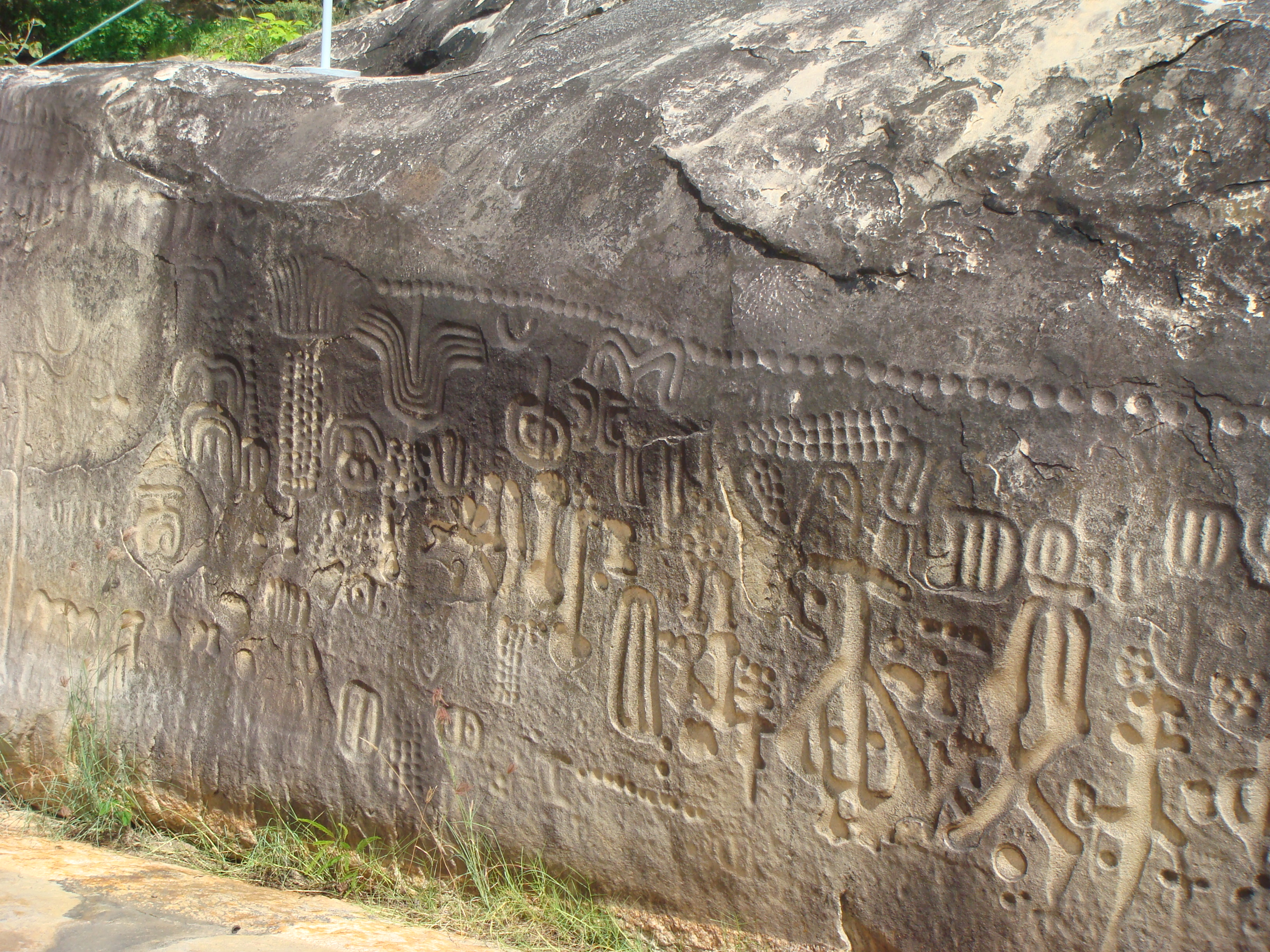
Pedra do Ingá

Die Pedra do Ingá (deutsch „Stein von Ingá“) ist eine Felsformation mit Petroglyphen inmitten des Flusses Rio Ingá.

## Beschreibung
Der Fels liegt in der Nähe der Stadt  Ingá in Brasilien, etwa 96 km von João Pessoa, der Hauptstadt des Bundesstaates Paraíba, entfernt. Er ist eine bedeutende archäologische Stätte und einer der interessantesten und rätselhaftesten Felsen weltweit. Das Alter lässt sich aufgrund fehlender organischer Materialien nicht mittels Radiokarbonmethode bestimmen.
Die Felsformation nimmt eine Fläche von etwa 250 m² ein. Auf einer 46 Meter langen und 3,8 Meter hohen Wand befinden sich Abbildungen unterschiedlicher Figuren, deren Bedeutungen bis heute unbekannt sind. Es liegt die Vermutung nahe, dass es sich u. a. um Abbildungen von Tieren, Früchten, Menschen, Sternenbildern wie Orion oder die Milchstraße handelt. Wissenschaftler vermuten, dass die Symbole und Glyphen von den Einheimischen stammen, die bis zum 18. Jahrhundert in diesem Gebiet lebten.
Seit 2015 steht die Pedra do Ingá als Vorschlag für die Aufnahme in das UNESCO-Welterbe auf der Tentativliste von Brasilien (Ref. 6000).

## Bezeichnung
Der Ingá-Stein wird auch Itacoatiara do Ingá genannt. Das Wort Itacoatiara bedeutet Schrift oder Bild auf Stein in der Tupí-Sprache der Ureinwohner. Weil es in der Nähe der Hauptformation noch eine Gruppe von kleineren Steinen gibt, die in entsprechender Weise bearbeitet wurden, wird zur Bezeichnung auch die Pluralform Itacoatiaras do Ingá verwendet, zu deutsch also Steine von Ingá.

## Abbildungen

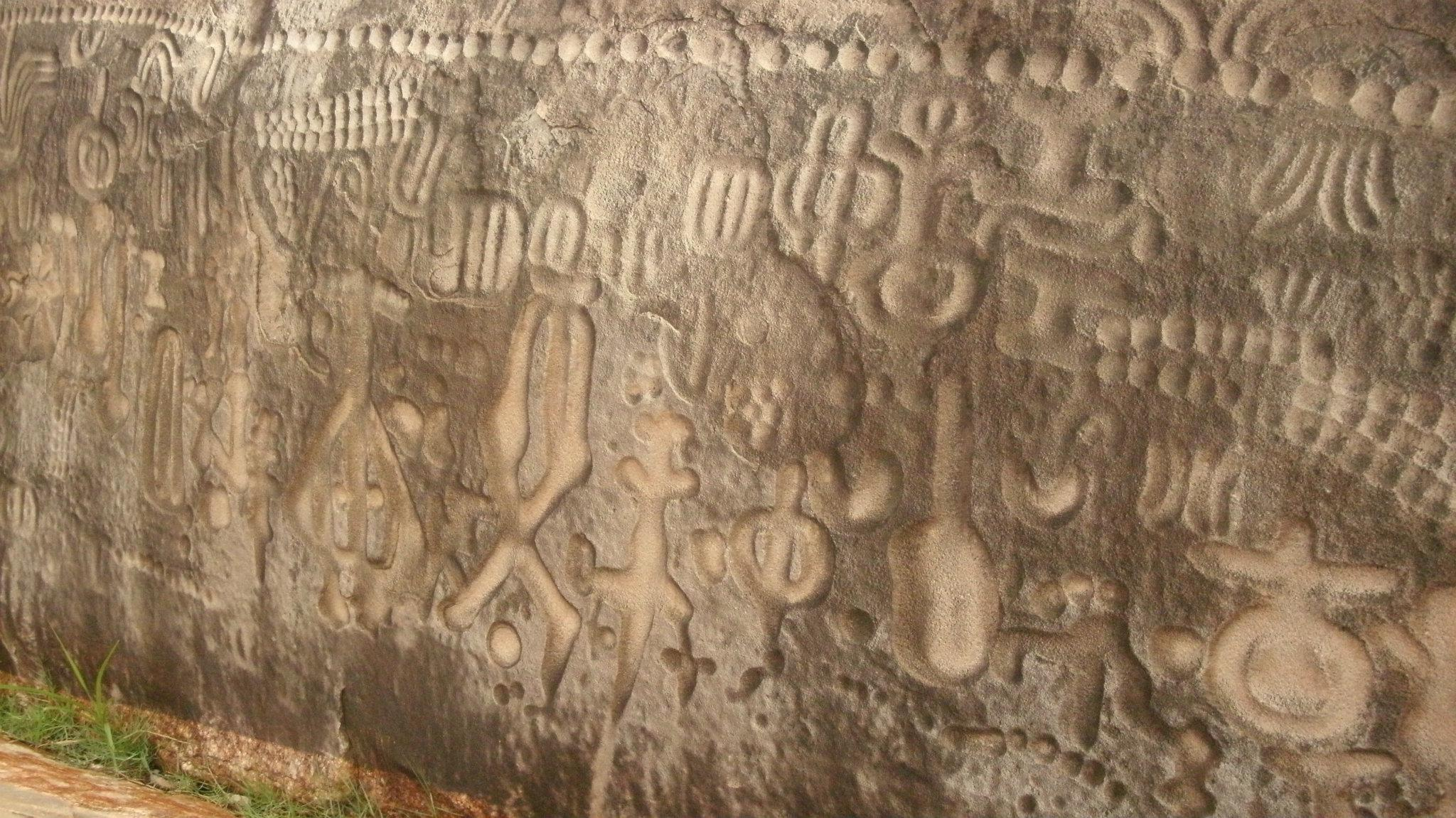
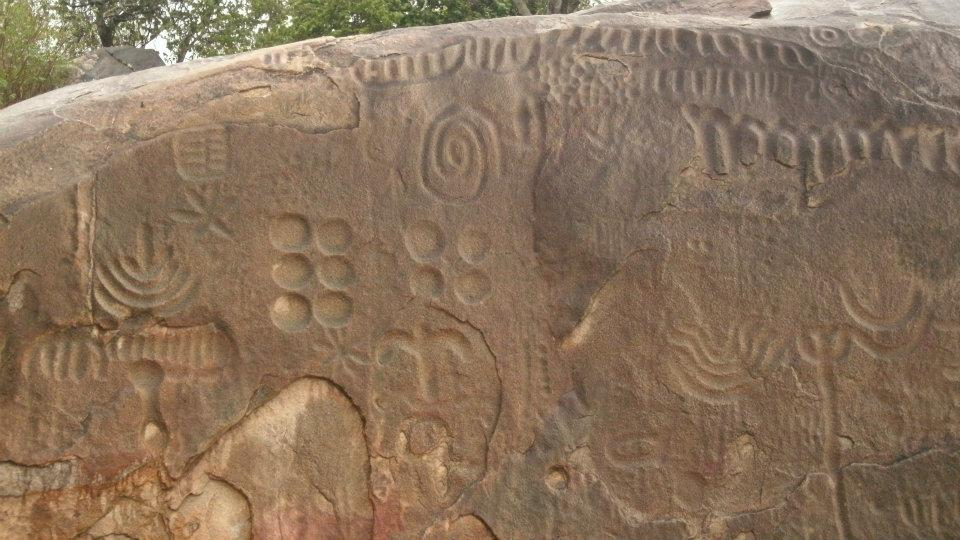
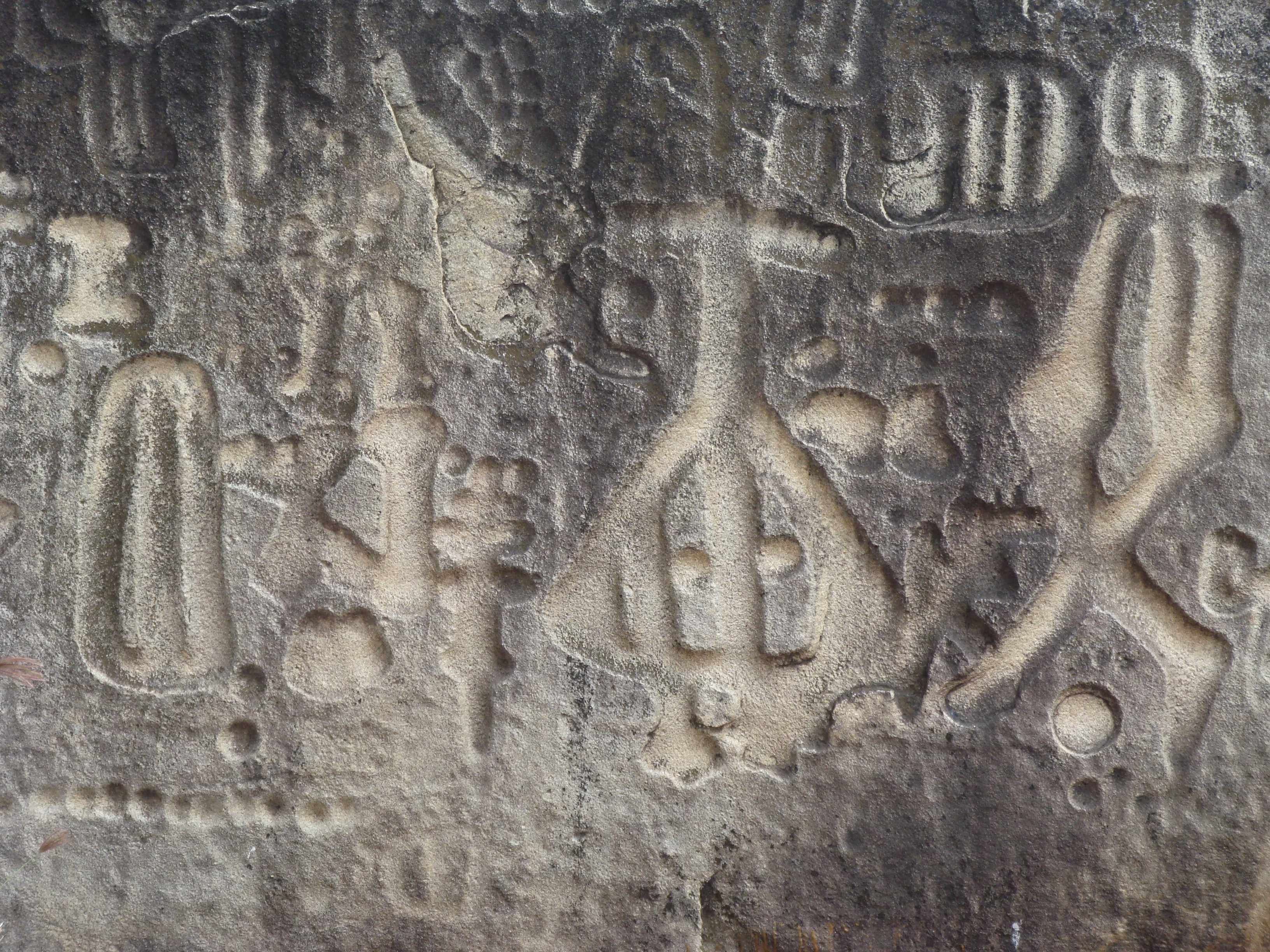